# 聯合國安全理事會第106號決議
《聯合國安理會106號決議》是1955年3月29日在聯合國安全理事會第695次會議通過的。鑒於聯合國巴勒斯坦休戰監察組織參謀長的報告書、埃及和以色列代表的陳述，安理會注意到混合停戰委員會對於“以色列正規軍隊”於1955年2月28日在加沙地帶“奉以色列當局之命令事先安排計劃”攻擊埃及正規軍隊的判定。安理會在這項決議中讉責這次攻擊破壞了《聯合國安理會54號決議》的停火規定，並呼籲以色列採取一切措施避免同樣行動發生，又深切表達任一方違反停戰協議就威脅到協議本身，若雙方不嚴格遵守協議則巴勒斯坦永遠都不能達到永久和平。
該決議獲得一致通過。

## 外部鏈結
- 106號決議全文